# جدول ميداليات دورة الألعاب الآسيوية 2002

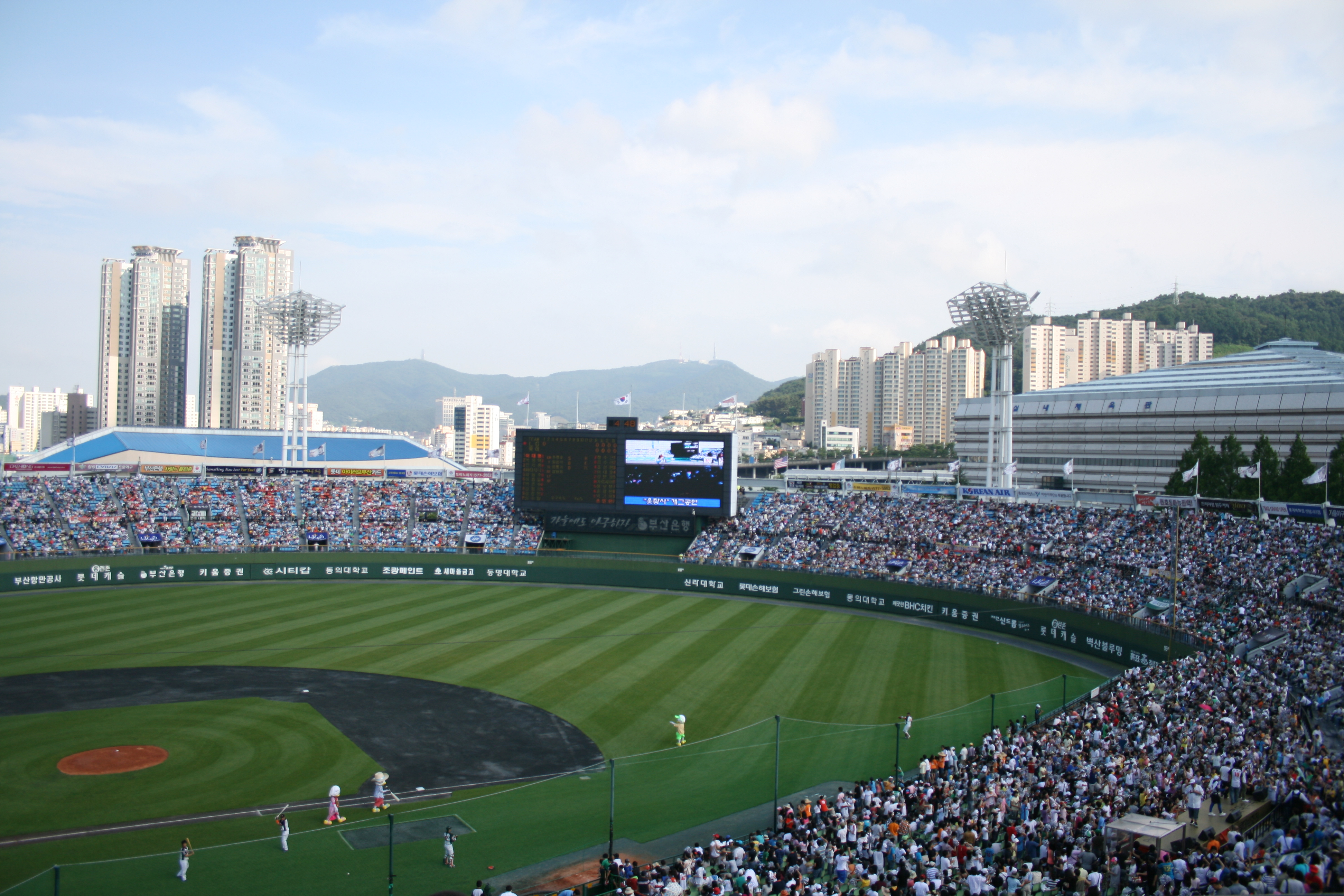
استضاف ملعب ساجيك للبيسبول لعبة البيسبول.

كانت دورة الألعاب الآسيوية لعام 2002 (المعروفة رسميًا باسم الألعاب الآسيوية الرابعة عشرة) حدثًا متعدد الرياضات أقيم في بوسان، كوريا الجنوبية في الفترة من 29 سبتمبر إلى 14 أكتوبر 2002. كانت بوسان ثاني مدينة في كوريا الجنوبية تستضيف الألعاب، بعد سيول عام 1986. شارك ما مجموعه 6572 رياضيًا -4605 رجلاً و 1.967 امرأة- من 44 لجنة أولمبية وطنية آسيوية في 38 رياضة مقسمة إلى 419 حدثًا. كان عدد الرياضيين المتنافسين أعلى من عدد الرياضيين المتنافسين في دورة الألعاب الآسيوية لعام 1998، والتي شارك فيها 6544 رياضيًا من 41 لجنة أولمبية وطنية. كانت هذه هي المرة الأولى في تاريخ الألعاب الآسيوية التي تشارك فيها جميع الدول الأعضاء الـ 44 في المجلس الأولمبي الآسيوي في الألعاب. عادت أفغانستان بعد سقوط حكومة طالبان وسط الحرب الدائرة؛ ظهرت تيمور الشرقية، أحدث عضو في المجلس الأولمبي الآسيوي؛ تنافست كوريا الشمالية لأول مرة في حدث رياضي دولي استضافته كوريا الجنوبية. سارت الدولتان معًا في حفل الافتتاح حاملين علم التوحيد الكوري الذي يصور شبه الجزيرة الكورية على أنها كوريا المتحدة.
فاز رياضيون من 39 دولة بميدالية واحدة على الأقل، وحصل رياضيون من 27 دولة على ميدالية ذهبية واحدة على الأقل. ثماني دول غير نفطية -كازاخستان وأوزبكستان والهند وسنغافورة وفيتنام وقطر والفلبين وقيرغيزستان- حسنت موقعها في جدول الميداليات العام مقارنة بدورة الألعاب الآسيوية عام 1998. تصدرت الصين جدول الميداليات للمرة السادسة على التوالي في دورة الألعاب الآسيوية، بحصولها على 150 ميدالية ذهبية. حصل رياضيون من الصين على أكبر عدد من الميداليات الفضية (84) ومعظم الميداليات الإجمالية (308). وتصدر متنافسون من كوريا الجنوبية عدد الميداليات البرونزية بـ 84. كما فازت كوريا الجنوبية بـ 96 ميدالية ذهبية، و80 ميدالية فضية، وما مجموعه 260 ميدالية، لتحتل المركز الثاني في جدول الميداليات. حصل الرياضيون اليابانيون على 189 ميدالية في المجموع (بما في ذلك 44 ذهبية)، وحصلوا على المركز الثالث في الجدول.

## جدول الميداليات

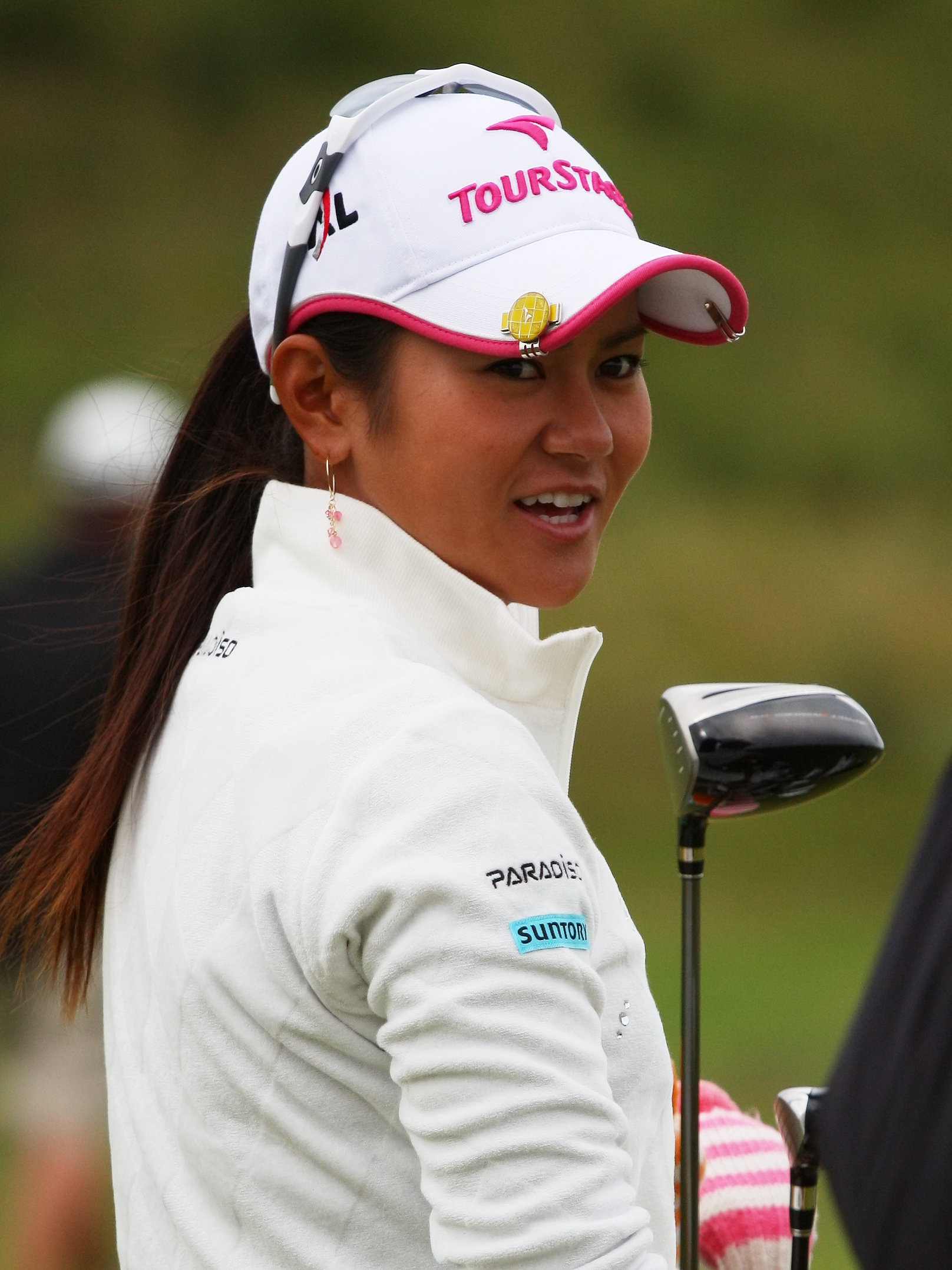
فازت لاعبة الغولف اليابانية آي ميازاتو بميدالية ذهبية في المسابقات الفردية، وكانت من ضمن أعضاء الفريق الياباني الحاصل على الميدالية الفضية.

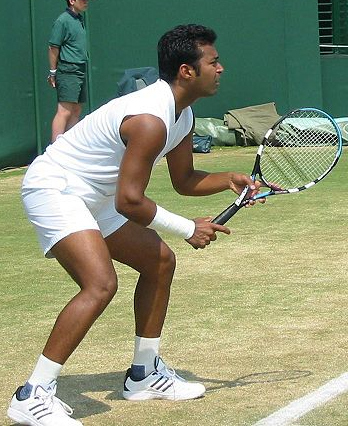
ليندر بايس من الهند فاز بميدالية ذهبية في زوجي الرجال (مع ماهيش بوباثي) والبرونزية في الزوجي المختلط (مع سانيا ميرزا) تنس الأحداث.

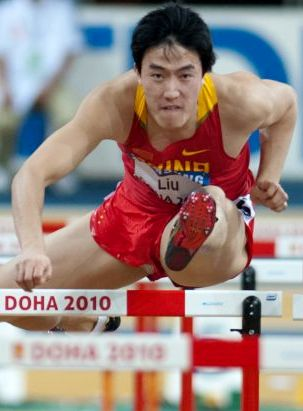
فاز الصيني ليو شيانغ بميدالية ذهبية في سباق 110م حواجز.

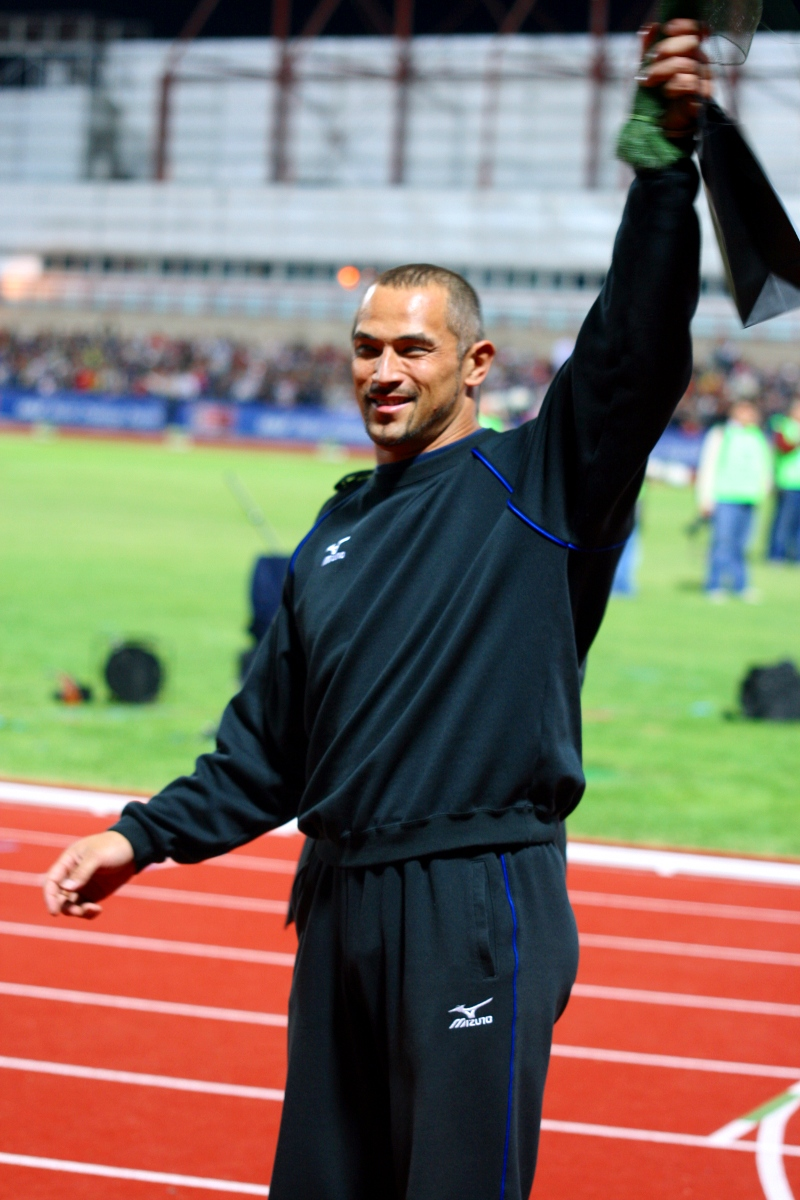
فاز العداء الياباني كوجي موروفوشي بميدالية ذهبية في مسابقة رمي المطرقة.

الترتيب في هذا الجدول يتوافق مع اتفاقية اللجنة الأولمبية الدولية في جداول الميداليات المنشورة. بشكل افتراضي، يتم ترتيب الجدول حسب عدد الميداليات الذهبية التي فاز بها الرياضيون من دولة ما (في هذا السياق، الأمة هي كيان تمثله اللجنة الأولمبية الوطنية). يتم أخذ عدد الميداليات الفضية في الاعتبار بعد ذلك، يليها عدد الميداليات البرونزية. إذا كانت الدول لا تزال متعادلة، يتم إعطاء مرتبة متساوية؛ يتم سردها أبجديًا حسب رمز الدولة الخاص باللجنة الأولمبية الدولية.
تم منح ما مجموعه 1350 ميدالية (427 ذهبية و421 فضية و502 برونزية). العدد الإجمالي للميداليات البرونزية أكبر من العدد الإجمالي للميداليات الذهبية أو الفضية، لأنه تم منح ميداليتين برونزيتين لكل حدث في 10 رياضات: كرة الريشة، الملاكمة، الجودو، الكاراتيه، سيبق تكراو، الإسكواش، كرة الطاولة، التايكوندو، التنس، الووشو (حدث سانشو فقط).
هذا التناقض ناتج أيضًا عن العلاقات. في الجمباز الفني للرجال، كان التعادل ثلاثي الاتجاهات للميدالية الذهبية في الشريط الأفقي يعني عدم منح ميداليات فضية وبرونزية؛ في حصان المقابض، نتج عن الخواتم وربطات القضبان المتوازية للمراكز الأولى ميداليتان ذهبيتان لكل حدث، وبالتالي لم يتم منح أي ميدالية فضية؛ وتعادل الميدالية الفضية في فردي شامل لم يتم منح برونزية. في الجمباز الفني للسيدات، كانت ربطات الميدالية الذهبية في القضبان والأرضيات غير المستوية تعني عدم منح أي فضيات لتلك الأحداث. في ألعاب القوى، تعادل ثلاثي في الوثب العالي للرجال، وربطة عنق في 3000م رجال في قفز الموانع والوثب العالي للسيدات للمركز الثاني يعني أنه لم يتم منح أي برونزية لتلك الأحداث. في لعبة بولينج الرجال، أسفر التعادل للمركز الثاني في الفردي والثلاثي عن ميداليتين فضيتين لكل حدث، وبالتالي لم يتم منح أي برونزية؛ التعادل لمركز الميدالية البرونزية في الزوجي وفريق الخمسة يعني أنه تم منح ميدالية برونزية لكل حدث. في الكرة اللينة، بسبب الطقس الممطر في المسابقة النهائية، تم تحديد الترتيب من خلال نتائج الدور التمهيدي ونصف النهائي. حصلت اليابان على الميدالية الذهبية بناءً على سجلها الخالي من الهزيمة في المباريات التمهيدية؛ وتقاسمت الصين وتايبيه الصينية الميدالية الفضية. كان من المقرر أن يلعب هذان الشخصان لتحديد من سيلتقي مع اليابان في مباراة الميدالية الذهبية. في السباحة، تعادل للمركز الأول في بطولة الرجال في السباحة الحرة 50 أسفرت السباحة الحرة عن ميداليتين ذهبيتين ولم يتم منح أي فضية؛ التعادل للمركز الثاني في السباحة الحرة 100 سيدات يعني م أسلوب حرة أنه لم يتم منح ميدالية برونزية.

### ترتيب الميداليات
مصدر:
| الترتيب | منتخب                    | ذهبية | فضية | برونزية | المجموع |
| ------- | ------------------------ | ----- | ---- | ------- | ------- |
| 1       | الصين                    | 150   | 84   | 74      | 308     |
| 2       | كوريا الجنوبية           | 96    | 80   | 84      | 260     |
| 3       | اليابان                  | 44    | 74   | 72      | 190     |
| 4       | كازاخستان                | 20    | 26   | 30      | 76      |
| 5       | أوزبكستان                | 15    | 12   | 24      | 51      |
| 6       | تايلاند                  | 14    | 19   | 10      | 43      |
| 7       | تايوان                   | 10    | 17   | 25      | 52      |
| 8       | الهند                    | 10    | 12   | 13      | 35      |
| 9       | كوريا الشمالية           | 9     | 11   | 13      | 33      |
| 10      | إيران                    | 8     | 14   | 14      | 36      |
| 11      | السعودية                 | 7     | 1    | 1       | 9       |
| 12      | ماليزيا                  | 6     | 8    | 16      | 30      |
| 13      | سنغافورة                 | 5     | 2    | 10      | 17      |
| 14      | إندونيسيا                | 4     | 7    | 12      | 23      |
| 15      | فيتنام                   | 4     | 7    | 7       | 18      |
| 16      | هونغ كونغ                | 4     | 6    | 11      | 21      |
| 17      | قطر                      | 4     | 5    | 8       | 17      |
| 18      | الفلبين                  | 3     | 7    | 16      | 26      |
| 19      | البحرين                  | 3     | 2    | 2       | 7       |
| 20      | قرغيزستان                | 2     | 4    | 6       | 12      |
| 21      | الكويت                   | 2     | 1    | 5       | 8       |
| 22      | سريلانكا                 | 2     | 1    | 3       | 6       |
| 23      | باكستان                  | 1     | 6    | 6       | 13      |
| 24      | بورما                    | 1     | 5    | 6       | 12      |
| 25      | تركمانستان               | 1     | 2    | 1       | 4       |
| 26      | منغوليا                  | 1     | 1    | 12      | 14      |
| 27      | لبنان                    | 1     | 0    | 0       | 1       |
| 28      | طاجيكستان                | 0     | 2    | 4       | 6       |
| 29      | ماكاو                    | 0     | 2    | 2       | 4       |
| 30      | الإمارات العربية المتحدة | 0     | 2    | 1       | 3       |
| 31      | بنغلاديش                 | 0     | 1    | 0       | 1       |
| 32      | نيبال                    | 0     | 0    | 3       | 3       |
| 32      | سوريا                    | 0     | 0    | 3       | 3       |
| 34      | لاوس                     | 0     | 0    | 2       | 2       |
| 34      | الأردن                   | 0     | 0    | 2       | 2       |
| 36      | أفغانستان                | 0     | 0    | 1       | 1       |
| 36      | بروناي                   | 0     | 0    | 1       | 1       |
| 36      | فلسطين                   | 0     | 0    | 1       | 1       |
| 36      | اليمن                    | 0     | 0    | 1       | 1       |
| المجموع | المجموع                  | 427   | 421  | 502     | 1350    |

## التغييرات في ترتيب الميداليات
| تاريخ الحكم   | رياضة        | حدث          | الأمة          | ذهب | فضة | برونزية | مجموع |
| ------------- | ------------ | ------------ | -------------- | --- | --- | ------- | ----- |
| 7 أكتوبر 2002 | كمال الاجسام | +90 كغم رجال | لبنان          |     |     | −1      | −1    |
| 7 أكتوبر 2002 | كمال الاجسام | +90 كغم رجال | كوريا الجنوبية |     |     | +1      | +1    |

في 7 أكتوبر 2002، أعلن المجلس الأولمبي الآسيوي أن الفائز بالميدالية البرونزية في كمال الأجسام في +90 فئة الوزن الكيلوغرام من فئة الوزن اللبناني يوسف الزين أعفي من ميداليته لعدم خضوعه لفحص المخدرات . بعد استبعاد الزين ، الميدالية البرونزية في +90 وذهبت فئة الكيلوجرام إلى الكوري الجنوبي تشوي جاي داك (الذي احتل المركز الرابع).
بعد ستة أيام، ذكرت وكالة الأنباء اليابانية كيودو نيوز أن عداءة المسافات المتوسطة الهندية سونيتا راني أثبتت إصابتها بمادة محظورة، وهو ما أكده لاحقًا لي تشون سوب، نائب الأمين العام للجنة المنظمة للألعاب الآسيوية في بوسان؛ ذكر تقرير غير رسمي أن هذه المادة كانت مادة منشطة ناندرولون. فازت سونيتا بميداليتين في ألعاب القوى: ذهبية في 1500م (سجل رقما قياسيا في الألعاب الآسيوية) وبرونزية في 5000م، (حيث تمكنت سونيتا من تحسين الرقم القياسي للألعاب الذي سجله الإندونيسي سوبريانتي سوتونو في بانكوك خلال دورة الألعاب الآسيوية 1998 مع ستة رياضيين آخرين). دعم الشيف الهندي دي ميشن في الألعاب سونيتا -التي أنكرت استخدام أي عقار محظور- وطلبت اختبار عينة «ب» من بانكوك، ولكن الاختبارات أجريت فقط في مركز مراقبة المنشطات للألعاب الآسيوية (AGDCC) في سيول (مختبر معتمد من قبل اللجنة الأولمبية الدولية). في 16 أكتوبر، أكد AGDCC الستيرويد الناندرولون في عينة بول سونيتا. نتيجة لذلك، جردتها OCA من كلتا الميداليتين ورفضت رقمها القياسي في الألعاب الآسيوية لـ 1500م.
طلبت الجمعية الأولمبية الهندية (IOA) تدخل الرابطة الدولية لاتحادات ألعاب القوى واللجنة الأولمبية الدولية؛ تم إعادة فحص العينات بشكل مشترك من قبل الوكالة العالمية لمكافحة المنشطات واللجنة الفرعية التابعة للجنة الأولمبية الدولية المعنية بالمنشطات والكيمياء الحيوية للرياضة في يناير 2003، أعلنت OCA أن المدير الطبي للجنة الأولمبية الدولية قد برأ سونيتا من تهمة المنشطات وأنه سيتم اتخاذ الإجراء المناسب ضد AGDCC. تمت إعادة ميداليتي سونيتا في 4 فبراير 2003، في حفل حضره الأمين العام لـ OCA Randhir Singh ورئيس IOA Suresh Kalmadi.

## روابط خارجية
- الموقع الرسمي للمجلس الأولمبي الآسيوي نسخة محفوظة 6 سبتمبر 2018 على موقع واي باك مشين.